# René Lalique

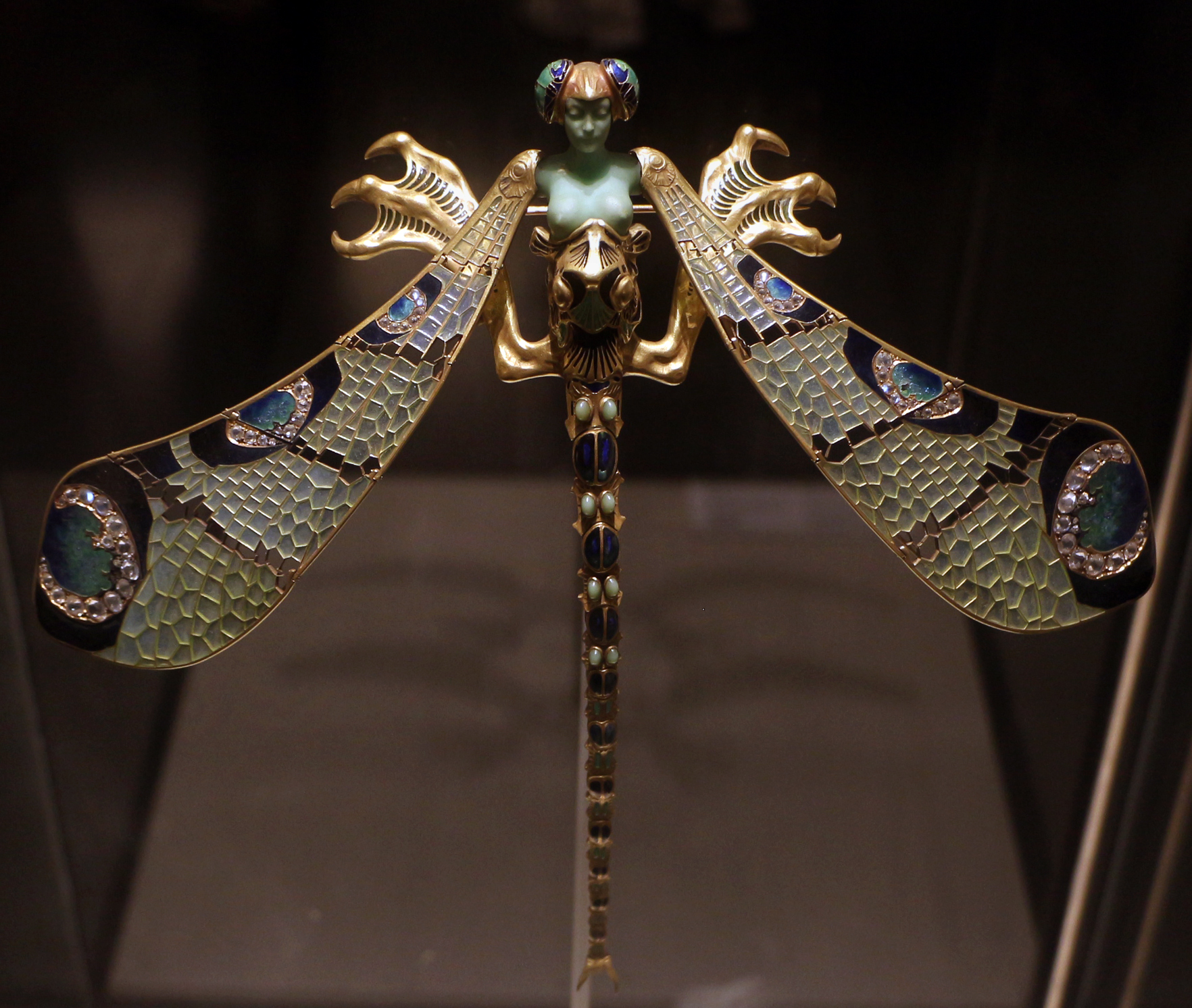
Szitakötős bross — Lisszabon, Calouste Gulbenkian Múzeum

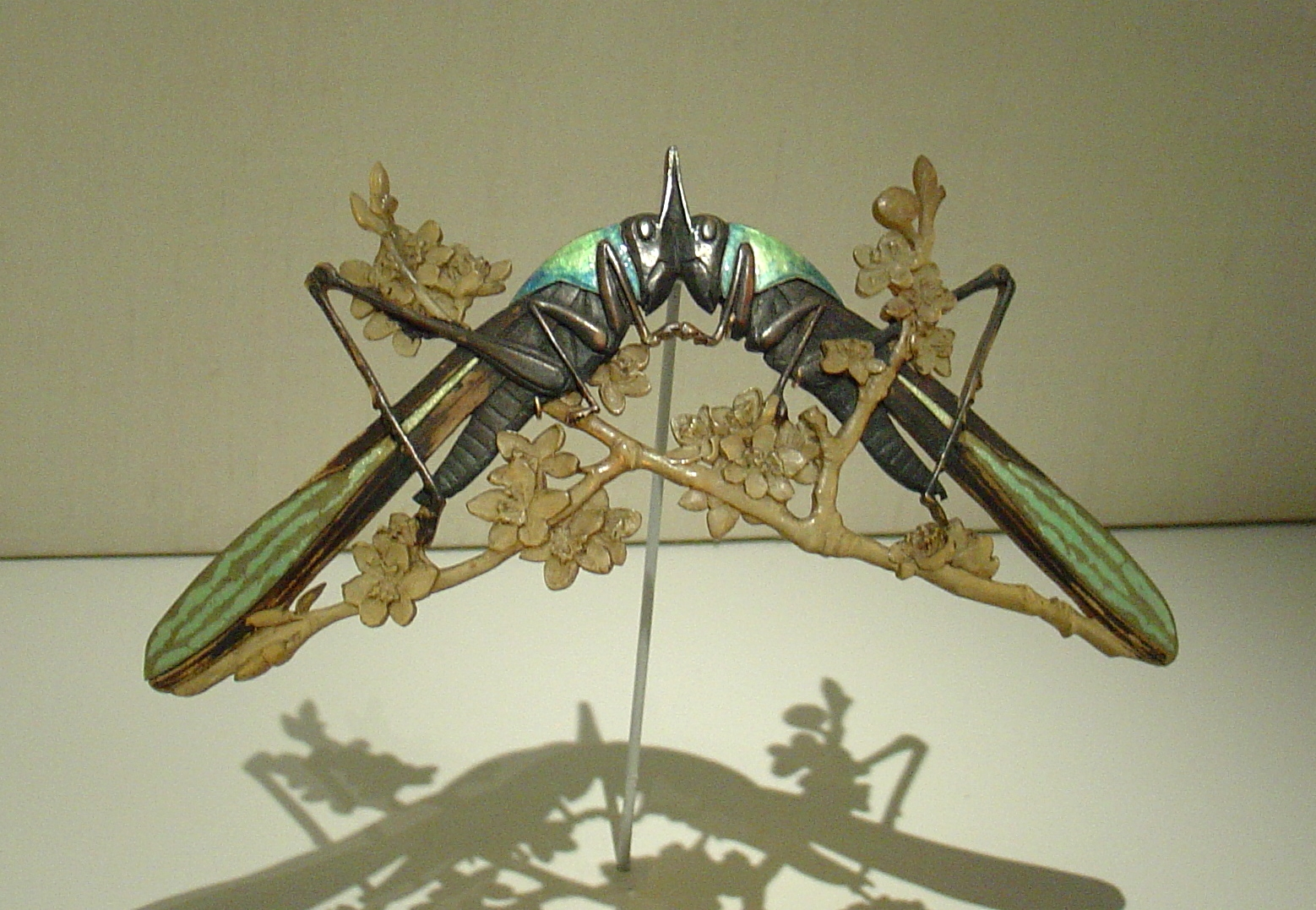
Szöcskés bross (1897–1898) — Calouste Gulbenkian Múzeum

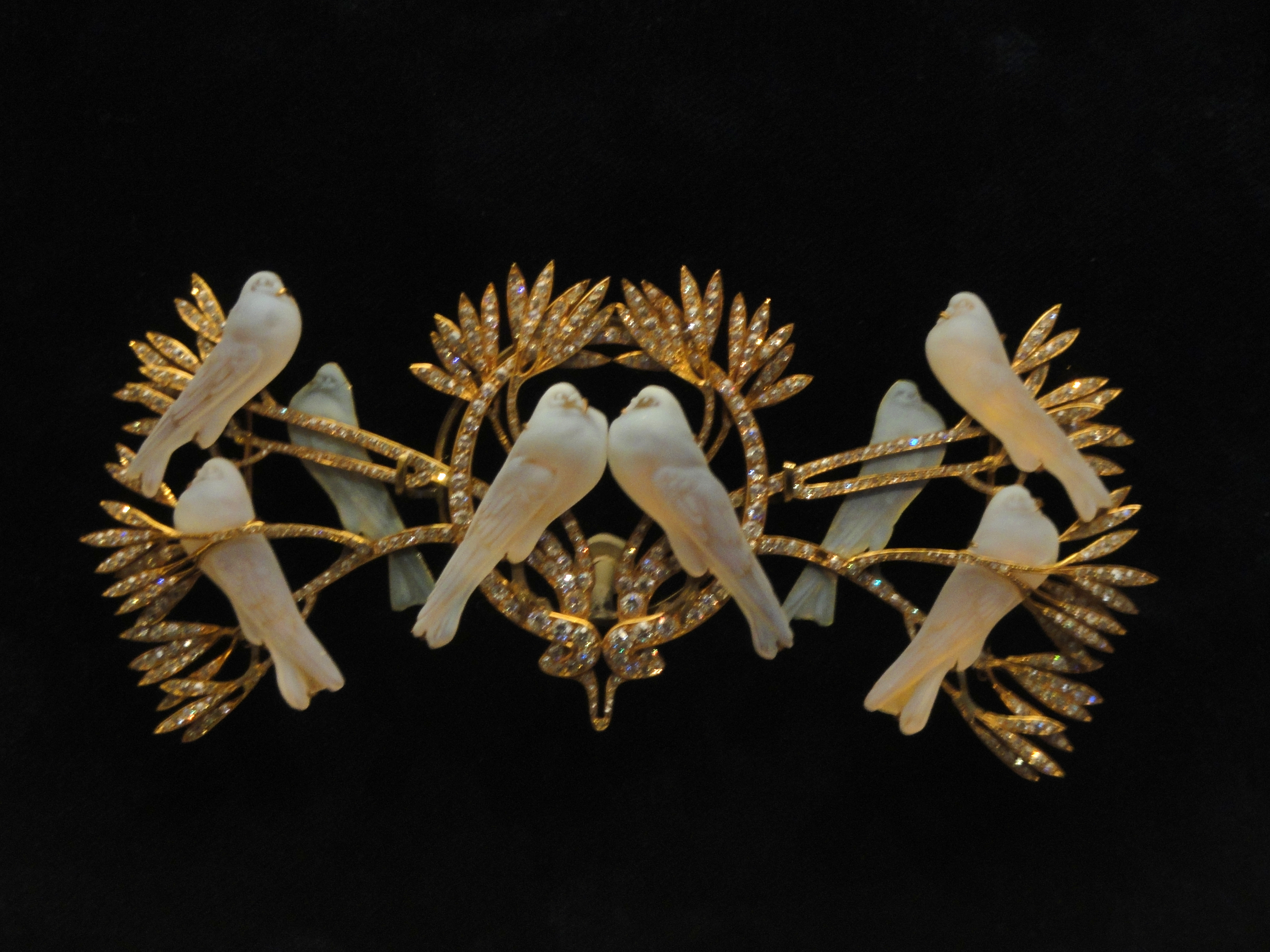
Bross

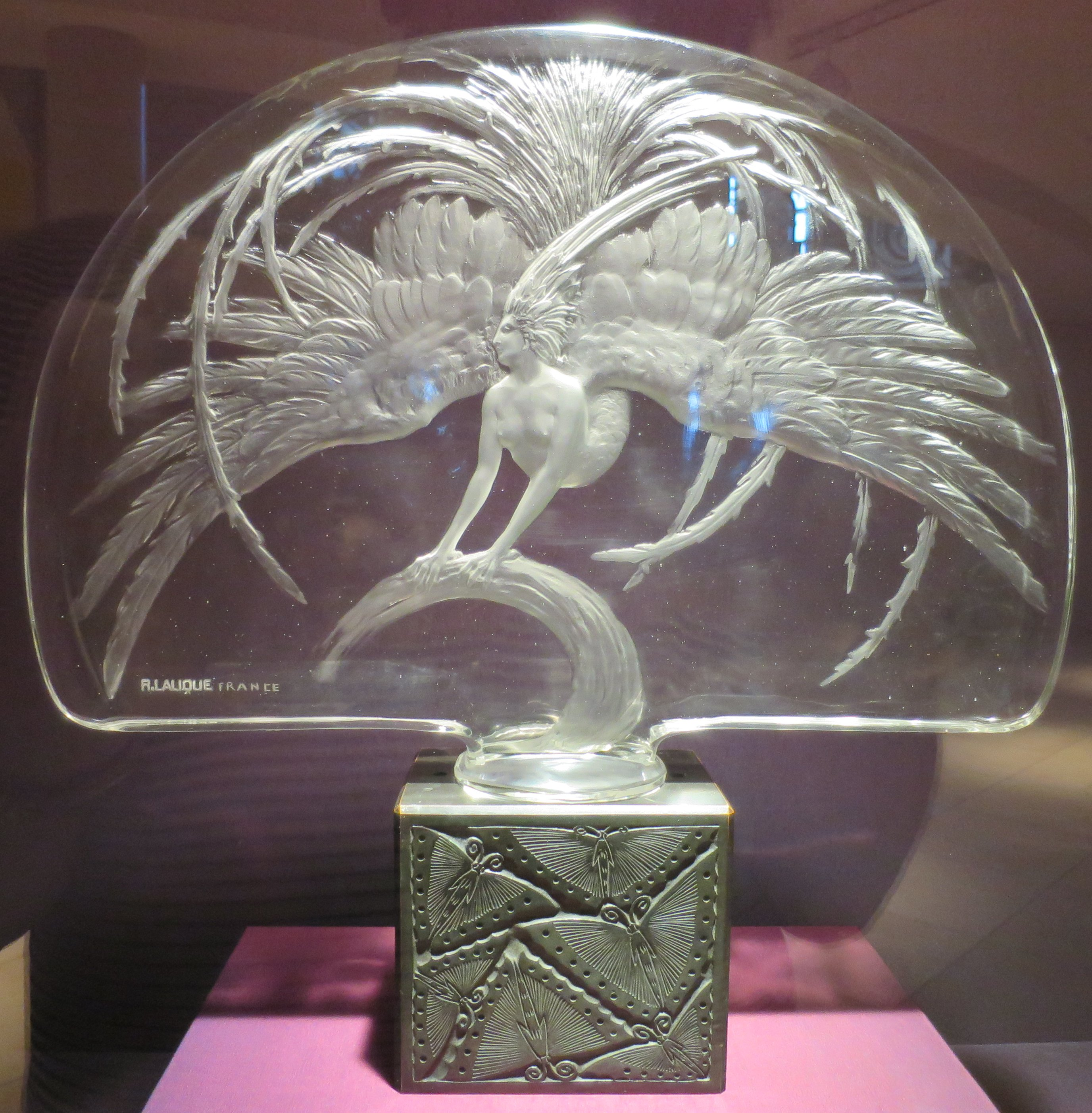
Tűzmadár (1922) — Dayton Art Institute

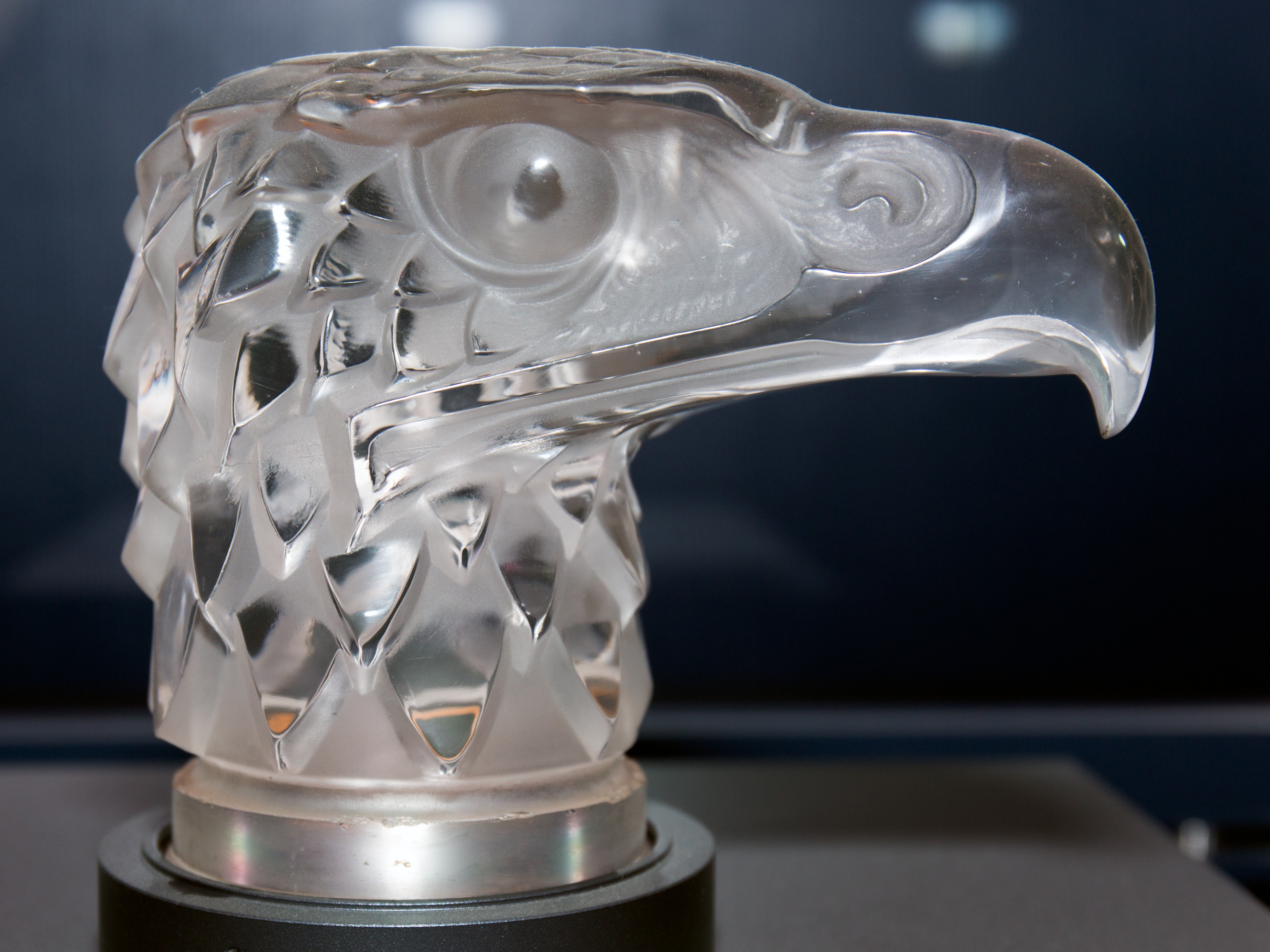
Üvegfigura (Toyota M.)

 René Lalique (Ay, 1860. április 6. – Párizs, 1945. május 1.) franciaországi Art Nouveau és art déco stílusok elismert ékszer- és üvegművésze. Marne megye egyik kis falvában született. 16 éves korától két évig Párizsban, Louis Aucocq ékszerész tanonca, majd Londonban a Sydenham Art College növendéke volt. Ezután visszatért Párizsba, ahol ékszereket, tapétákat, szövet- és legyezőmintákat tervezett. 1882-ben az École Bernard Malissyn metszetkészítést, Justin Lesquieu-től pedig szobrászatot tanult.
1885-ben az édesanyjától kapott pénzből megvásárolta Jules Destape műtermét, és önálló munkába fogott.
1921-től egy elzászi üveggyár vezetője volt.

## Munkássága
Nemcsak különféle ékszereket (függőket, karpereceket, brossokat) tervezett, de számos használati, illetve dísztárgyat is: edényeket, tálakat, világítótesteket stb. Kedvenc motívumai a növények, a dekoratívan megjelenített emberalakok és a különféle mitológiai lények voltak. Viaszvesztéses eljárással öntött üvegflakonjai közül néhányat csaknem az ezredfordulóig gyártottak. 
1894-ben néhány színpadi ékszert tervezett Sarah Bernhardt számára.
Az 1900-as kiállításon japán művészeti hatást keltő ékszereivel tűnt fel. 1910-től kísérletezett öntött üveggel, ami idővel fő anyaga lett. 
Az 1925-ös kiállításon szép fényhatású üveg díszkutakat állított ki. Az 1920/30-as évek fordulóján hűtődíszeket is tervezett. 1932-ben készítette a Champs-Élysées Rond-Point kútját, Jersey számára pedig üvegablakokat. 1938-ban az angol királynak készített étkészletet.
Mecénása és jóbarátja volt Calouste Gulbenkian műgyűjtő, aki többszáz művét vásárolta meg. A lisszaboni Calouste Gulbenkian Múzeum René Lalique művészetének bő keresztmetszetét mutatja be, benne számos kiemelkedő alkotásával.
A budapesti Iparművészeti Múzeum több munkáját őrzi; ezeket 2013. május 24. — 2015. január 4. között mutatták be A szecesszió mesterei az Iparművészeti Múzeum gyűjteményében című kiállításon.